# Marlborough (Massachusetts)
Marlborough  ist eine Kleinstadt in Massachusetts im Einzugsgebiet von Boston. Das U.S. Census Bureau hat bei der Volkszählung 2020 eine Einwohnerzahl von 41.793 ermittelt.
Sie liegt am Kreuzungspunkt von Interstate 90 und Interstate 495 und ist Sitz diverser Software-Entwickler, zum Beispiel Raytheon. Waldreichtum und viele Seen prägen das Stadtbild.

## Söhne und Töchter der Stadt
- Marcia Cross (* 1962), Schauspielerin, bekannt durch Melrose Place und Desperate Housewives
- John Patrick Treacy (1890–1964), US-amerikanischer Geistlicher, römisch-katholischer Bischof von La Crosse